# Petrie (cráter)
Petrie es un cráter de impacto lunar relativamente pequeño, que se encuentra al este de la llanura del cráter Fabry, de mayor tamaño. Al este se halla el cráter Rayet, más pequeño.
|  |

La mayor parte del brocal de Petrie tiene un borde afilado, con un depósito de materiales acumulados en la base de la pared interior. Presenta una protuberancia hacia el borde en el sudoeste, donde la superficie se ha desplomado hacia el interior.

## Cráteres satélite
Por convención estos elementos son identificados en los mapas lunares poniendo la letra en el lado del punto medio del cráter que está más cercano a Petrie.
|        | \| Petrie \| Coordenadas \| Diámetro \| \| ------ \| ------------------------------ \| -------- \| \| U \| 45°36′N 106°18′E / 45.6, 106.3 \| 20 km \| |          |
| Petrie | Coordenadas | Diámetro |
| U      | 45°36′N 106°18′E / 45.6, 106.3 | 20 km    |